# 1970 في الولايات المتحدة
فيما يلي قوائم الأحداث التي وقعت خلال عام 1970 في الولايات المتحدة.

## أحداث
- 2 مايو – إي إل أم الرحلة 980

## سياسة

### تعيين في المنصب
- 1 يناير – ألكسندر هيغ نائب مستشار الأمن القومي (الولايات المتحدة).
- 1 يناير – بوب غراهام عضو مجلس ولاية فلوريدا.
- 24 يونيو – إليوت ريتشاردسون وزير الصحة والخدمات الإنسانية الأمريكي.
- 7 ديسمبر – ويليام ألن إيغان حاكم ألاسكا  [لغات أخرى]‏.

### انتهاء فترة المنصب
- 1 يناير – هاري ريد عضو المجلس النيابي لولاية نيفادا.
- 5 يناير – توم غولا عضو مجلس نواب بنسيلفانيا.
- 2 يوليو – ايرل ويلر رئيس هيئة الأركان المشتركة الأمريكية.
- 9 يوليو – تشارلز كولسون مستشار البيت الأبيض [الإنجليزية]‏.

## رياضة
- 4 أكتوبر – جائزة الولايات المتحدة الكبرى 1970 الفائز إيمرسون فيتيبالدي.

## ظهور
- 1 يناير – أيروسميث
- 1 يناير – بلوغراس
- 1 يناير – فورين بوليسي

## أفلام
من الأفلام التي صدرت هذه السنة في الولايات المتحدة:
- 1 يناير – أبطال كيلي من إخراج بريان جي هوتون.
- 1 يناير – أحباء وغرباء آخرون من إخراج Cy Howard [الإنجليزية]‏.
- 1 يناير – الوادي الأخير من إخراج جيمس كلافيل.
- 1 يناير – باتون من إخراج فرانكلين شافنر.
- 1 يناير – تورا! تورا! تورا! من إخراج کینجي فوکاساکو [الإنجليزية]‏، ريتشارد فليشر، توشيو ماسودا (كاتب).
- 1 يناير – خمس قطع سهلة من إخراج بوب رافيلسون.
- 1 يناير – ماش من إخراج فريد ويليامسون، روبرت ألتمان.
- 1 يناير – ميرا بريكندريدج من إخراج Mike Sarne [الإنجليزية]‏.
- 5 مارس – المطار من إخراج جورج سيتون.[1]
- 16 ديسمبر – قصة حب من إخراج آرثر هيلر.

## برامج ومسلسلات وأنمي
- عالم آخر
- بيويتشد
- بونانزا
- ذا فيرجينيان
- كولمبو
- دارك شادوز
- حي السيد روجرز
- أز ذا وورلد تيرنز
- سامرسيت
- غان سموك
- هاواي فايف أو
- غايدنغ لايت
- غضبان الحيران

## كتب
من الكتب التي صدرت هذه السنة في الولايات المتحدة:
- 1 يناير – المد الهائل من تأليف ألكسندر كي.
- 1 يناير – تاريخ ط من تأليف بيتر بيكمان.
- 1 يناير – جزر في المجرى من تأليف إرنست همينغوي.

## مواليد

### يناير
- 1 يناير – أندي غافن
- 1 يناير – إيريك توماس رجل أعمال من الولايات المتحدة الأمريكية.
- 1 يناير – تيم سويني
- 1 يناير – دان فينيرتي
- 1 يناير – سكوت كوبر ممثل أمريكي.[2]
- 1 يناير – لوري أ. كلارك
- 1 يناير – مات بريغز روائي من الولايات المتحدة الأمريكية.
- 1 يناير – مارك اندروز
- 1 يناير – مايكل دانتي ديمارتينو
- 1 يناير – ميشيل ثالر عالمة فلك أمريكية.
- 1 يناير – نوح فيلدمان[3]
- 1 يناير – هشام مطر كاتب أمريكي.[4]
- 1 يناير – هيذر رافو ممثلة أمريكية.[5]
- 3 يناير – مات روز ممثل أمريكي.
- 4 يناير – كريستوفر كاسيدي رائد فضاء أمريكي.[6]
- 6 يناير – جايسون روبين فنان قصص مصورة من الولايات المتحدة الأمريكية.
- 7 يناير – تود داي لاعب كرة سلة أمريكي.
- 7 يناير – دوغ إي دوغ[7]
- 10 يناير – بوف باغويل
- 11 يناير – كريس جنت
- 13 يناير – كيث كوغان[8]
- 14 يناير – جين سنيسكي
- 15 يناير – ديفيد ديلوسيا لاعب كرة مضرب أمريكي.
- 15 يناير – شين مكمان[9]
- 16 يناير – جيف غرانت لاعب كرة مضرب أمريكي.
- 16 يناير – دون ماكلين لاعب كرة سلة أمريكي.[10]
- 20 يناير – سكيت أولريك ممثل أمريكي.
- 22 يناير – أليكس روس[11]
- 24 يناير – ماثيو ليلارد[12]
- 25 يناير – كريس ميلز لاعب كرة سلة أمريكي.
- 26 يناير – تريسي ميدندورف ممثلة أمريكية.[13]
- 29 يناير – بول رايان سياسي أمريكي.[14]
- 29 يناير – هيذر غراهام ممثلة أمريكية.[15]

### فبراير
- 1 فبراير – إريك موبلي لاعب كرة سلة أمريكي.
- 1 فبراير – مالك سيلي لاعب كرة سلة من الولايات المتحدة الأمريكية.[16]
- 2 فبراير – جنيفر ويستفيلد
- 2 فبراير – شون غرين لاعب كرة سلة أمريكي.
- 7 فبراير – ستانلي روبرتس لاعب كرة سلة أمريكي.
- 7 فبراير – مايكل غريم سياسي أمريكي.
- 8 فبراير – ألونزو مورنينج لاعب كرة سلة من الولايات المتحدة الأمريكية.[17]
- 12 فبراير – ديل ديمبس
- 13 فبراير – إلمر بينيت لاعب كرة سلة أمريكي.
- 14 فبراير – فريدي نوروود ملاكم من الولايات المتحدة الأمريكية.
- 15 فبراير – شيبرد فيري[18]
- 16 فبراير – أرماند فان هيلدن موسيقي أمريكي.
- 19 فبراير – بيلامي يونغ فنانة أمريكية.
- 21 فبراير – ستيفن بالازو سياسي من الولايات المتحدة الأمريكية.
- 22 فبراير – آدم كيف لاعب كرة سلة أمريكي.
- 23 فبراير – نيسي ناش ممثلة أمريكية.[19]
- 28 فبراير – دانييل هاندلر روائي وعازف أكورديون أمريكي.[20]

### مارس
- 1 مارس – هالة غوراني صحفية أمريكية.
- 1 مارس – يولاندا جريفيث
- 3 مارس – جولي بوين ممثلة أمريكية.
- 3 مارس – جون كارتر كاش[21]
- 3 مارس – كريس فليمينغ
- 4 مارس – كريستوفر بي دنكان[22]
- 5 مارس – جون فروشانتيه[23]
- 5 مارس – ليزا روبن كيلى[24]
- 5 مارس – مارتن بلاكمان
- 5 مارس – مايك براون
- 6 مارس – اريك كارتر درّاج طريق من الولايات المتحدة الأمريكية.
- 7 مارس – أليكس أوبراين لاعب كرة مضرب من الولايات المتحدة.
- 7 مارس – ليتيريال غرين لاعب كرة سلة أمريكي.
- 8 مارس – أندريا باركر
- 9 مارس – كليفورد إتيان ملاكم من الولايات المتحدة الأمريكية.
- 10 مارس – توماس بارنتس ملاكم من الولايات المتحدة الأمريكية.
- 12 مارس – ريكس والترز
- 17 مارس – ستيفاني رولينجز بليك سياسية من الولايات المتحدة الأمريكية.
- 18 مارس – كوين لطيفة موسيقية أمريكية.[25]
- 19 مارس – روبرت هوكينز ملاكم من الولايات المتحدة الأمريكية.
- 20 مارس – إدواردو باليريني ممثل ومخرج أمريكي.
- 24 مارس – باستر ماتيس جونيور ملاكم من الولايات المتحدة الأمريكية.
- 24 مارس – لارا فلين بويل[26]
- 24 مارس – ماركيز براج لاعب كرة سلة أمريكي.
- 27 مارس – إليزابيث ميتشيل ممثلة أمريكية.
- 27 مارس – مات ستيجينجا لاعب كرة سلة أمريكي.
- 27 مارس – ماريا كاري[27]
- 28 مارس – فينس فون ممثل أمريكي.[28]

### أبريل
- 6 أبريل – أوليفر ميلر لاعب كرة سلة أمريكي.
- 12 أبريل – فرانك توليدو ملاكم من الولايات المتحدة الأمريكية.
- 15 أبريل – فليكس ألكسندر
- 16 أبريل – والت ويليامز لاعب كرة سلة أمريكي.
- 18 أبريل – مايكل لوروا خواريز ملاكم من الولايات المتحدة الأمريكية.
- 19 أبريل – لويس ميغيل مغني مكسيكي.
- 21 أبريل – جيف أندرسون
- 21 أبريل – روب ريجل ممثل أمريكي.
- 21 أبريل – نيكول سوليفان
- 22 أبريل – بولي أيالا ملاكم من الولايات المتحدة الأمريكية.
- 24 أبريل – كوري وليامز
- 25 أبريل – جايسون لي
- 27 أبريل – دكستر بوني لاعب كرة سلة أمريكي.
- 29 أبريل – أندريه أغاسي لاعب كرة مضرب من الولايات المتحدة.[29]
- 29 أبريل – أوما ثورمان ممثلة أمريكية.[30]

### مايو
- 2 مايو – مات جيرالد ممثل أمريكي.
- 3 مايو – بوبي كانفال ممثل أمريكي.[31]
- 4 مايو – داون ستالي
- 5 مايو – لافونسو إيليس لاعب كرة سلة أمريكي.
- 9 مايو – دوغ كريستي لاعب كرة سلة أمريكي.
- 9 مايو – ماركوس ويب لاعب كرة سلة أمريكي.
- 10 مايو – دالاس روبرتس[32]
- 11 مايو – نيكي كات ممثل أمريكي.
- 12 مايو – إسرائيل غارسيا
- 12 مايو – سامانثا ماثيس ممثلة أمريكية.[33]
- 15 مايو – كيث تاور لاعب كرة سلة أمريكي.
- 17 مايو – كريس سميث لاعب كرة سلة من الولايات المتحدة الأمريكية.
- 17 مايو – هوبرت ديفيس لاعب كرة سلة أمريكي.
- 18 مايو – تينا فاي[34]
- 19 مايو – أليسون إليوت ممثلة أمريكية.
- 20 مايو – تيريل براندون لاعب كرة سلة أمريكي.[35]
- 20 مايو – جميل مكلين ملاكم من الولايات المتحدة الأمريكية.
- 21 مايو – تايلور شيريدان
- 21 مايو – سيث موريس
- 23 مايو – براين هيرتا سائق سيارة سباق من الولايات المتحدة الأمريكية.
- 23 مايو – مات فلين طبال من الولايات المتحدة الأمريكية.
- 25 مايو – جيمي كينيدي كوميدي أمريكي، وممثل ومغني راب.
- 26 مايو – إريك أندرسون لاعب كرة سلة أمريكي.
- 26 مايو – جون هامبورغ كاتب سيناريوهات ومخرج أفلام أمريكي.
- 26 مايو – سام ماك لاعب كرة سلة من الولايات المتحدة الأمريكية.

### يونيو
- 1 يونيو – أليكسي لالاس لاعب كرة قدم أمريكي.[36]
- 2 يونيو – إريك رايلي لاعب كرة سلة أمريكي.
- 6 يونيو – مونتيل غريفين ملاكم من الولايات المتحدة الأمريكية.
- 6 يونيو – هنري ويليامز لاعب كرة سلة من الولايات المتحدة الأمريكية.
- 8 يونيو – غابرييل جيفوردز سياسية أمريكية.[37]
- 8 يونيو – كيلي ويليامز ممثلة أمريكية.[38]
- 11 يونيو – أليكس بارون
- 12 يونيو – ريك هوفمان ممثل أمريكي.[39]
- 12 يونيو – لي مايبيري لاعب كرة سلة أمريكي.
- 16 يونيو – كليفتون كولينز جونيور ممثل أمريكي.[40]
- 16 يونيو – كوبي جونز لاعب كرة قدم أمريكي.[41]
- 17 يونيو – بوباي جونز لاعب كرة سلة أمريكي.
- 17 يونيو – ويل فورتيه[42]
- 21 يونيو – براين ديفيس لاعب كرة سلة أمريكي.
- 22 يونيو – زوري لورانس ملاكم من الولايات المتحدة الأمريكية.
- 23 يونيو – أسي إيرل
- 23 يونيو – ريتش مانينغ لاعب كرة سلة أمريكي.
- 26 يونيو – بول توماس أندرسون[43]
- 26 يونيو – شون هايز ممثل أمريكي.[44]
- 26 يونيو – كريس أودونيل ممثل أمريكي.[45]
- 26 يونيو – نيك أوفرمان ممثل أمريكي.
- 28 يونيو – مايك وايت[46]
- 30 يونيو – براين بلوم

### يوليو
- 1 يوليو – هنري سيمونز ممثل أمريكي.[47]
- 2 يوليو – ايمي ويبر ممثلة أمريكية.[48]
- 2 يوليو – سكوت آكرمان[49]
- 5 يوليو – ماك دري[50]
- 6 يوليو – أنطونيو هارفي لاعب كرة سلة أمريكي.
- 7 يوليو – فرايزر جونسون لاعب كرة سلة أمريكي.
- 8 يوليو – تود مارتن لاعب كرة مضرب أمريكي.
- 11 يوليو – جستين تشامبرس
- 11 يوليو – مالكولم ماكي لاعب كرة سلة أمريكي.
- 14 يوليو – مارك ستريكلاند
- 14 يوليو – والت دوهرن
- 15 يوليو – ستيفن هوارد لاعب كرة سلة أمريكي.
- 19 يوليو – بروكس تومسون
- 23 يوليو – كاريزما كاربنتر
- 30 يوليو – دينيسي إدواردز

### أغسطس
- 2 أغسطس – كيفن سميث[51]
- 4 أغسطس – جون أوجوست[52]
- 9 أغسطس – توماس لينون[53]
- 10 أغسطس – دوغ فلاش لاعب كرة مضرب من الولايات المتحدة.
- 10 أغسطس – ستيف بريان لاعب كرة مضرب من الولايات المتحدة.
- 12 أغسطس – أنتوني سووفورد كاتب من الولايات المتحدة الأمريكية.
- 15 أغسطس – أنتوني أندرسن ممثل أمريكي.[54]
- 15 أغسطس – كريس بيرد ملاكم من الولايات المتحدة الأمريكية.
- 15 أغسطس – مادي كورمان ممثلة أمريكية.[55]
- 17 أغسطس – جيم كورير لاعب كرة مضرب من الولايات المتحدة.
- 18 أغسطس – جيسون فورمان اقتصادي من الولايات المتحدة الأمريكية.[56]
- 19 أغسطس – غاري يوروفسكي
- 19 أغسطس – فات جو
- 20 أغسطس – جون كارماك[57]
- 21 أغسطس – أدونيس جوردان لاعب كرة سلة أمريكي.
- 21 أغسطس – ريجي سميث لاعب كرة سلة أمريكي.
- 23 أغسطس – جاي موهر
- 23 أغسطس – ريفر فوينكس[58]
- 23 أغسطس – لورانس فرانك مدرب كرة سلة من الولايات المتحدة الأمريكية.
- 25 أغسطس – ديبي غراهام لاعبة كرة مضرب من الولايات المتحدة.
- 25 أغسطس – روبرت هوري لاعب كرة سلة أمريكي.
- 26 أغسطس – ميليسا مكارثي[59]
- 27 أغسطس – ريجي سلاتر لاعب كرة سلة أمريكي.
- 27 أغسطس – شارمبا ميتشل ملاكم من الولايات المتحدة الأمريكية.
- 28 أغسطس – مايك لابر لاعب كرة قدم أمريكي.[60]
- 31 أغسطس – جيمس روبنسون لاعب كرة سلة أمريكي.
- 31 أغسطس – ديبي غيبسون[61]

### سبتمبر
- 1 سبتمبر – كليفتون بوش
- 2 سبتمبر – تشاد ديرينغ لاعب كرة قدم أمريكي.[62]
- 3 سبتمبر – جورج لينش لاعب كرة سلة أمريكي.
- 3 سبتمبر – ماريا بامفورد
- 5 سبتمبر – لوري هاريغان لاعبة كرة لينة من الولايات المتحدة الأمريكية.
- 7 سبتمبر – توم إيفرت سكوت[63]
- 8 سبتمبر – كلارنس وذرسبون لاعب كرة سلة أمريكي.
- 8 سبتمبر – لتريل سبريويل لاعب كرة سلة أمريكي.
- 8 سبتمبر – نضال حسن طبيب نفسي من الولايات المتحدة الأمريكية.
- 9 سبتمبر – وارن كيد لاعب كرة سلة أمريكي.
- 11 سبتمبر – تاراجي بيندا هينسون ممثلة أمريكية.[64]
- 11 سبتمبر – وليام جوبي ملاكم من الولايات المتحدة الأمريكية.
- 12 سبتمبر – جوش هوبكنز ممثل أمريكي.[65]
- 12 سبتمبر – روبرت ويردان لاعب كرة سلة أمريكي.
- 12 سبتمبر – ناثان لارسون[66]
- 13 سبتمبر – جايسون سكوت أمين محفوظات ومؤرخ للتقنية وصانع أفلام أمريكي.
- 14 سبتمبر – روبرت بن غارانت كاتب سيناريو أمريكي.[67]
- 14 سبتمبر – مايك بيرنز لاعب كرة قدم أمريكي.[68]
- 18 سبتمبر – عايشة تايلور ممثلة أمريكية.[69]
- 19 سبتمبر – تيم برو لاعب كرة سلة أمريكي.
- 19 سبتمبر – سكوت هاسكين لاعب كرة سلة أمريكي.
- 19 سبتمبر – فيكتور وليامز ممثل أمريكي.[70]
- 21 سبتمبر – روب بينيديكت ممثل أمريكي.[71]
- 22 سبتمبر – مستيكال[72]
- 23 سبتمبر – أني دي فرانكو[73]
- 23 سبتمبر – إد بوك لاعب كرة سلة نيوزيلندي.
- 23 سبتمبر – راندي وودز لاعب كرة سلة أمريكي.
- 23 سبتمبر – مايك فانفليت
- 25 سبتمبر – ديفيد بينيوف
- 26 سبتمبر – شون والنتين سياسي أمريكي.
- 29 سبتمبر – ناتاشا غريغسون فاغنر[74]
- 30 سبتمبر – إريك بياتكوسكي لاعب كرة سلة أمريكي.
- 30 سبتمبر – توني هايل[75]

### أكتوبر
- 2 أكتوبر – كاثرين كيلينر ممثلة أمريكية.[76]
- 2 أكتوبر – كيلي ريبا
- 2 أكتوبر – هوارد دروسين ملحن أمريكي.
- 3 أكتوبر – كيرستن نيلسون ممثلة أمريكية.
- 5 أكتوبر – جوزي بيسيت ممثلة أمريكية.
- 6 أكتوبر – ايمي جو جونسون
- 7 أكتوبر – نيكول آري باركر ممثلة أمريكية.[77]
- 7 أكتوبر – هارولد إليس
- 8 أكتوبر – مات ديمون ممثل وكاتب سيناريو ومنتج أمريكي.[78]
- 9 أكتوبر – جيسون بتلر هارنر ممثل أمريكي.[79]
- 9 أكتوبر – كيني أندرسون لاعب كرة سلة أمريكي.[80]
- 10 أكتوبر – ستانلي جاكسون لاعب كرة سلة أمريكي.
- 11 أكتوبر – كونستانس زيمر ممثلة أمريكية.[81]
- 12 أكتوبر – تشارلي وارد
- 12 أكتوبر – دوريان بينيا لاعب كرة سلة فلبيني.
- 12 أكتوبر – كودي كاميرون
- 12 أكتوبر – كيرك كاميرون ممثل أمريكي.
- 14 أكتوبر – جيم جاكسون لاعب كرة سلة أمريكي.
- 15 أكتوبر – مايك بيبلوسكي لاعب كرة سلة أمريكي.
- 19 أكتوبر – كريس قطان[82]
- 20 أكتوبر – تاج ماكويليامز فرانكلين لاعبة كرة سلة أمريكية.
- 22 أكتوبر – ستيف كامبل لاعب كرة مضرب من الولايات المتحدة الأمريكية.
- 24 أكتوبر – راؤول إسبارزا[83]
- 25 أكتوبر – آدم غولدبرغ[84]
- 31 أكتوبر – جوي كامن ممثل أمريكي.
- 31 أكتوبر – راي أوستن ملاكم من الولايات المتحدة الأمريكية.
- 31 أكتوبر – نولان نورث ممثل أمريكي.

### نوفمبر
- 1 نوفمبر – إريك سبولسترا
- 3 نوفمبر – جانيت جو إيبس
- 4 نوفمبر – مات وينستروم لاعب كرة سلة أمريكي.
- 6 نوفمبر – إيثان هوك[85]
- 7 نوفمبر – مورغان سبورلوك[86]
- 8 نوفمبر – توم أندرسون
- 9 نوفمبر – كريس جيريكو[87]
- 12 نوفمبر – إيفلين سانغينيتي سياسية أمريكية.
- 14 نوفمبر – ديفيد ويسلي لاعب كرة سلة أمريكي.
- 16 نوفمبر – ديف جونسون لاعب كرة سلة أمريكي.
- 16 نوفمبر – مارثا بليمبتون ممثلة أمريكية.[88]
- 18 نوفمبر – إليزابيث ألين ممثلة أمريكية.[89]
- 18 نوفمبر – مايك ايبس
- 18 نوفمبر – ميغين كيلي[90]
- 19 نوفمبر – جيني مينو متزلجة فنية من الولايات المتحدة الأمريكية.
- 20 نوفمبر – مات بلانت سياسي أمريكي.
- 21 نوفمبر – توم روني سياسي أمريكي.
- 23 نوفمبر – داني هوش ممثل أمريكي.[91]
- 24 نوفمبر – جولييتا فينيغاس[92]
- 25 نوفمبر – فينس هيزون لاعب كرة سلة فلبيني.
- 26 نوفمبر – جون أميتشي
- 26 نوفمبر – غريغ غراهام لاعب كرة سلة أمريكي.
- 29 نوفمبر – باولا تورباي[93]
- 29 نوفمبر – لاري كامبل ممثل أمريكي.
- 30 نوفمبر – ميشيل بيرك ممثلة أمريكية.[94]
- 30 نوفمبر – ناتالي ويليامز
- 30 نوفمبر – والتر جونز ممثل أمريكي.

### ديسمبر
- 1 ديسمبر – ساره سلفرمان[95]
- 1 ديسمبر – مات سانشيز
- 2 ديسمبر – جو لو تروجليو[96]
- 3 ديسمبر – لو باركر
- 3 ديسمبر – ليندسي هنتر
- 5 ديسمبر – سوزان سلون لاعبة كرة مضرب من الولايات المتحدة.
- 6 ديسمبر – أدريان فينتي سياسي من الولايات المتحدة الأمريكية.
- 6 ديسمبر – جيف روس سباح أمريكي.
- 7 ديسمبر – جينيفر كاربنتر ممثلة أمريكية.
- 10 ديسمبر – براينت ستيث لاعب كرة سلة أمريكي.
- 11 ديسمبر – كريس هيندرسون لاعب كرة قدم أمريكي.[97]
- 12 ديسمبر – إيفانو نيوبيل لاعب كرة سلة من الولايات المتحدة الأمريكية.
- 12 ديسمبر – جيسلين رادك قانونية من الولايات المتحدة الأمريكية.
- 12 ديسمبر – جينيفر كونلي ممثلة أمريكية.[98]
- 12 ديسمبر – ريجينا هول
- 12 ديسمبر – ميدشن أميك ممثلة أمريكية.
- 15 ديسمبر – لورنس فونديربوركي لاعب كرة سلة أمريكي.
- 15 ديسمبر – ميتشل باتلر لاعب كرة سلة أمريكي.
- 16 ديسمبر – دانيال كوسغروف ممثل أمريكي.[99]
- 17 ديسمبر – شون توماس ممثل أمريكي.[100]
- 18 ديسمبر – روب فان دام
- 18 ديسمبر – لوشس هاريس لاعب كرة سلة أمريكي.
- 19 ديسمبر – أدريان سميث سياسي أمريكي.
- 19 ديسمبر – تايسون بيكفورد
- 20 ديسمبر – تود فيليبس[101]
- 20 ديسمبر – جونيور جونز ملاكم من الولايات المتحدة الأمريكية.
- 22 ديسمبر – غرادي بروير ملاكم من الولايات المتحدة الأمريكية.
- 23 ديسمبر – جيف لاندري سياسي أمريكي.
- 24 ديسمبر – أموري نولاسكو ممثل بورتوريكي.
- 24 ديسمبر – بريك إيزنر مخرج أفلام أمريكي.[102]
- 24 ديسمبر – كيث سيلفرستين ممثل أمريكي.
- 28 ديسمبر – إيلاين هيندريكس
- 28 ديسمبر – فرانسيسكا لي ممثلة إباحية أمريكية.
- 30 ديسمبر – كيفن سالفادوري لاعب كرة سلة أمريكي.
- 31 ديسمبر – بريون راسيل لاعب كرة سلة أمريكي.

## وفيات

### يناير
- 1 يناير – أنطونيو دي لا فونت (مواليد 1902) ملاكم من الولايات المتحدة الأمريكية.
- 1 يناير – أوتو جوليوس زوبل (مواليد 1887) مهندس من الولايات المتحدة الأمريكية.
- 1 يناير – إلمر غينر (مواليد 1918) لاعب كرة سلة أمريكي.
- 4 يناير – جيمس إدواردز (مواليد 1918) ممثل أمريكي.[103]
- 7 يناير – روبرت بارات (مواليد 1889)[104]
- 17 يناير – روبرت ليندلي موراي (مواليد 1893) لاعب كرة مضرب من الولايات المتحدة.
- 27 يناير – وليام جودسون هولواي (مواليد 1888) سياسي أمريكي.
- 31 يناير – سليم هاربو (مواليد 1924)[105]

### فبراير
- 3 فبراير – رالف هامراس (مواليد 1894)
- 4 فبراير – وينثروب بالمر (مواليد 1906) لاعب هوكي جليد من الولايات المتحدة الأمريكية.
- 6 فبراير – تشارلز لام تيري (مواليد 1900) قاضي أمريكي.[106]
- 7 فبراير – آبي أتيل (مواليد 1884) ملاكم من الولايات المتحدة الأمريكية.
- 16 فبراير – بيتون روس (مواليد 1879)[107]
- 17 فبراير – ألفريد نيومان (مواليد 1901) ملحن أمريكي.[108]
- 18 فبراير – روبرت فرانسيس هوفر (مواليد 1913) عالم نبات أمريكي.
- 24 فبراير – جون دارو (مواليد 1907) ممثل أمريكي.

### مارس
- 2 مارس – دانيال فروست كومستوك (مواليد 1883)[109]
- 11 مارس – هومر بون (مواليد 1883) سياسي أمريكي.[110]
- 18 مارس – والدو بيرس (مواليد 1884) فنان أمريكي.[111]
- 25 مارس – جيسي م دونالدسون (مواليد 1885) سياسي أمريكي.[112]
- 26 مارس – يوليوس ألبرت كروج (مواليد 1907) سياسي أمريكي.[113][113]
- 28 مارس – جون وودروو بونر (مواليد 1902) قاضي أمريكي.[114]
- 28 مارس – كينغسلي أيه تافت (مواليد 1903) سياسي أمريكي.[115]

### أبريل
- 4 أبريل – بايرون فولجر (مواليد 1899)[116]
- 6 أبريل – موريس ستوكس (مواليد 1933) لاعب كرة سلة أمريكي.[117]
- 11 أبريل – جون أوهارا (مواليد 1905) صحفي أمريكي.[118]
- 21 أبريل – إيرل هوكر (مواليد 1929) موسيقي من الولايات المتحدة الأمريكية.[119]
- 25 أبريل – ليو بيك (مواليد 1922) لاعب كرة سلة من الولايات المتحدة الأمريكية.
- 26 أبريل – روز لي (مواليد 1911)[120]
- 28 أبريل – إد بيغلي (مواليد 1901)[121]

### مايو
- 31 مايو – مانويل أورتيز (مواليد 1916) ملاكم من الولايات المتحدة الأمريكية.

### يونيو
- 8 يونيو – أبراهام ماسلو (مواليد 1908) عالم نفس أمريكي.[122]

### يوليو
- 13 يوليو – ليزلي غروفز (مواليد 1896) مهندس من الولايات المتحدة الأمريكية.[123]
- 14 يوليو – بريستون فوستر (مواليد 1900)[124]
- 26 مارس – يوليوس ألبرت كروج (مواليد 1907) سياسي أمريكي.[113][113]

### أغسطس
- 4 أغسطس – هنري ترنر (مواليد 1892)[125]
- 20 أغسطس – ميكي دانيلز (مواليد 1914)[126]

### سبتمبر
- 1 سبتمبر – أغنيس ماير (مواليد 1887) صحفية أمريكية.[127]
- 3 سبتمبر – فينس لومباردي (مواليد 1913) لاعب كرة قدم أمريكية.[128]
- 7 سبتمبر – دونالد باكستر ماكميلان (مواليد 1874) مستكشف أمريكي.[129]
- 8 سبتمبر – بيرسي سبنسر (مواليد 1894)
- 14 سبتمبر – فرانكي ديبولا (مواليد 1939) ملاكم من الولايات المتحدة الأمريكية.
- 18 سبتمبر – جيمي هندريكس (مواليد 1942)[130]
- 22 سبتمبر – جون جيه هيكي (مواليد 1911) سياسي أمريكي.[131]
- 29 سبتمبر – إدوارد إيفرت هورتون (مواليد 1886)[132]

### أكتوبر
- 4 أكتوبر – جانيس جوبلين (مواليد 1943)[133]
- 22 أكتوبر – جورج أوستن ويلز (مواليد 1878) سياسي أمريكي.[134]
- 24 أكتوبر – ريتشارد هوفستاتر (مواليد 1916) مؤرخ أمريكي.[135]

### نوفمبر
- 2 نوفمبر – ريتشارد كوشينغ (مواليد 1895) كهنوت من الولايات المتحدة الأمريكية.[136]
- 8 نوفمبر – نابليون هيل (مواليد 1883) مؤلف أمريكي.[137]
- 15 نوفمبر – ليو تندلر (مواليد 1898) ملاكم من الولايات المتحدة الأمريكية.[138]
- 27 نوفمبر – هيلين ماديسون (مواليد 1913) سبّاحة من الولايات المتحدة الأمريكية.[139]
- 28 نوفمبر – وليام هنتنغتون كيركباتريك (مواليد 1885) سياسي أمريكي.[140]

### ديسمبر
- 7 ديسمبر – روب جولدبيرج (مواليد 1883)[141]
- 28 ديسمبر – هارولد سميث (مواليد 1912)[142]
- 29 ديسمبر – وليام كينغ غريغوري (مواليد 1876)[143]
- 30 ديسمبر – سوني ليستون (مواليد 1932) ملاكم من الولايات المتحدة الأمريكية.[144]